# Dos Aguas
Dos Aguas település Spanyolországban, Valencia tartományban. Dos Aguas Alborache, Macastre, Yátova, Catadau, Llombai, Montroy, Real de Montroi, Tous, Turís, Cortes de Pallás és Millares községekkel határos. Lakosainak száma 338 fő (2024).

## Népesség
A település népessége az utóbbi években az alábbiak szerint változott:
| Lakosok száma | 403  | 441  | 439  | 434  | 496  | 418  | 379  | 376  | 325  | 338  |
|               | 2001 | 2004 | 2007 | 2009 | 2012 | 2014 | 2017 | 2019 | 2022 | 2024 |